# Maria Fischer (Politikerin)

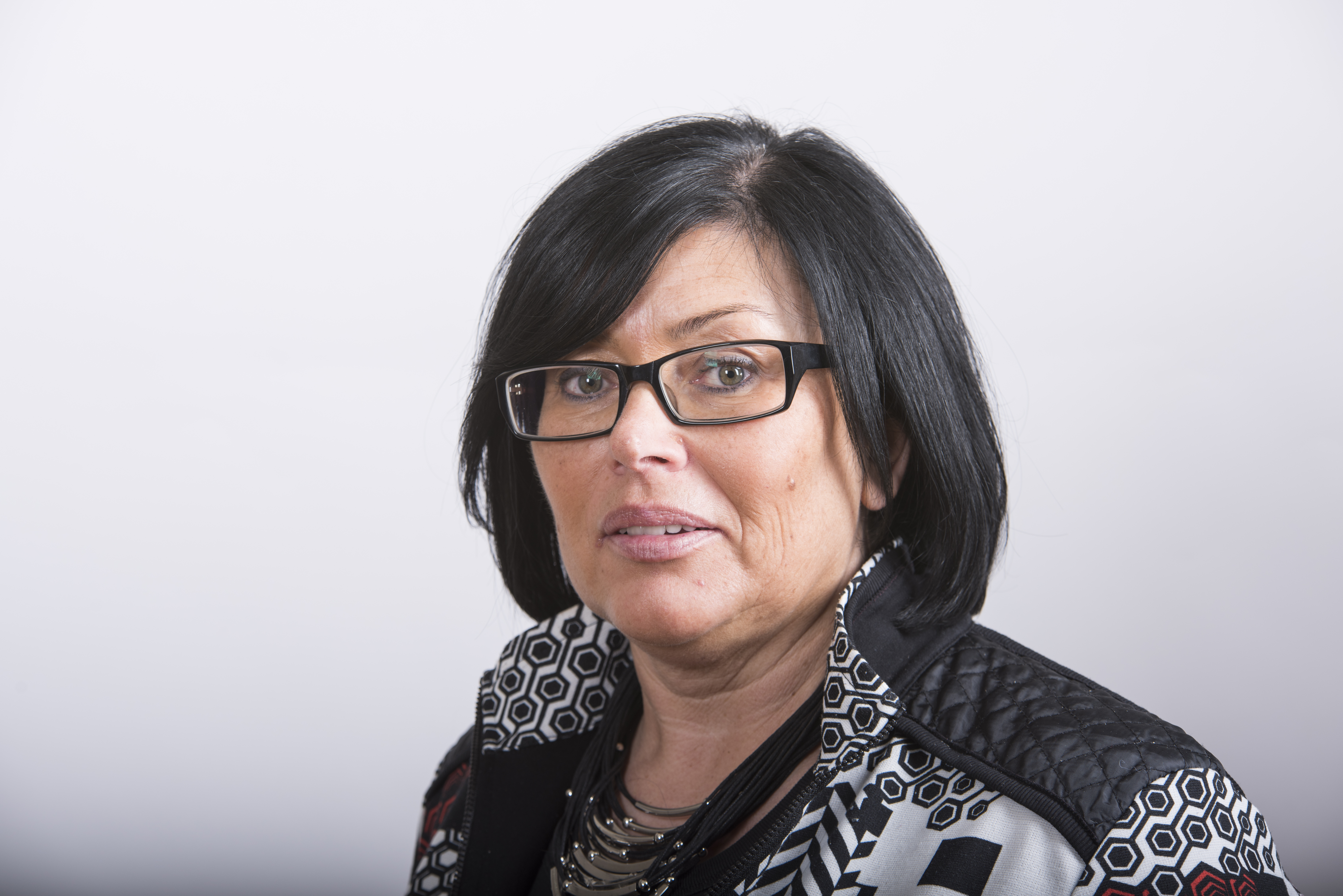
Maria Fischer (2017)

Maria Fischer (* 15. August 1967 in Bruck an der Mur) ist eine österreichische Politikerin der Sozialdemokratischen Partei Österreichs (SPÖ) und Selbständige.

## Politik
Fischer trat am 25. Jänner 2013 die Nachfolge von Manfred Wegscheider, der als Bürgermeister nach Kapfenberg wechselte, als Abgeordnete zum Steiermärkischen Landtag an. Im Juni 2015 schied sie zunächst aus dem Landtag aus. Nachdem Jörg Leichtfried als Verkehrsminister vereidigt, und Anton Lang als neuer Verkehrslandesrat aus dem Landtag in die Regierung wechselte, übernahm Fischer im Juni 2016 erneut ein Landtagsmandat. Im Landtag war sie in den Ausschüssen Wirtschaft, Soziales, Arbeitsmarkt, Finanzen und Gemeinden, sowie in den Ausschüssen Europa, Gemeinden und Petitionen tätig.
Neben ihrer Funktion als Abgeordnete ist sie Ortsparteivorsitzende der SPÖ in Spital am Semmering. 2005 zog sie in den Gemeinderat von Spital am Semmering ein, ab 2010 war sie  Vizebürgermeisterin. Darüber hinaus ist sie Regionalfrauenvorsitzende der Region Obersteiermark Ost (Bruck-Mürzzuschlag) und stellvertretende Vorsitzende der Bezirkspartei. Nach der Landtagswahl 2019 schied sie mit 17. Dezember 2019 aus dem Landtag aus. 2022 folgte sie Reinhard Reisinger als Bürgermeisterin von Spital am Semmering nach.
Nach der Europawahl 2024 wurde Elisabeth Grossmann Abgeordnete zum EU-Parlament, im Bundesrat rückte Maria Fischer mit 9. Juli 2024 für sie nach. Nach der Landtagswahl 2024 schied sie mit 17. Dezember 2024 aus dem Bundesrat aus und wurde Ersatzmitglied.

## Beruf
Beruflich ist Fischer selbständig und betreibt seit 2007 einen Markt in Spital am Semmering. Trotz ihrer Berufung in den Landtag hat sie diesen nicht aufgegeben, weil sie darin ihre Lebensgrundlage sieht. „Politik ist interessant, ich lebe sie, aber es kann trotzdem morgen vorbei sein“ ist Fischer realistisch.

## Familie
Maria Fischer ist ledig und hat keine Kinder.

## Auszeichnungen
- 2020: Großes Ehrenzeichen des Landes Steiermark[9]